# Radfahrer-Verein Endspurt von 1905 e. V. Hamburg
Der Radfahrer-Verein "Endspurt" von 1905 e. V. Hamburg (kurz RV Endspurt 05) ist einer der ältesten Hamburger Radsportvereine. Er wurde am 11. März 1905 in Hamburg-Altona gegründet. Der Verein ist Mitglied des Radsport-Verbandes Hamburg und des Bundes Deutscher Radfahrer (BDR).

## Geschichte
Der Verein wurde 1905 in der damals preußischen Stadt Altona – heute ein Bezirk Hamburgs – gegründet und am 6. März 1924 in das Hamburger Vereinsregister eingetragen. Bis zum Zweiten Weltkrieg lagen seine Aktivitäten vorrangig im Westen Hamburgs. Mitte der 1920er Jahre besaß der Verein eine eigene Radrennbahn in Schnelsen. Das Vereinsarchiv ging teilweise im Zweiten Weltkrieg verloren. In den 1950er Jahren war er durch das Hans-Lenck-Gedenkrennen am Weiher in Hamburg-Eimsbüttel ("Die Jagd um Eimsbüttels Häuser") in der Öffentlichkeit präsent, das später nach Hamburg-Horn verlegt wurde.
Große Erfolge errang "Endspurt" im Bahnradsport. So wurde Werner Potzernheim 1950 und in den Folgejahren mehrfach Deutscher Meister im Sprint, gewann 1952 für einen Hannoveraner Verein – Hamburg hatte keine Radrennbahn mehr – eine olympische Bronzemedaille und wurde 1953 Dritter im Sprint bei der Weltmeisterschaft. Mitte der 80er Jahre wurde erneut ein aus dem Verein stammender Fahrer Deutscher Bahnmeister. Ende der 70er Jahre war der Verein unter seinem Vorsitzenden Rudolf Bode Vorreiter bei der Einführung des Radtourenfahrens in Norddeutschland.

## Gegenwart
Die Aktivitäten des Vereins haben sich im Laufe der Jahre in den Hamburger Osten verlagert. Die Mitgliederzahl schwankt langjährig zwischen 80 und 200 und lag 2023 bei 90. Die Mitglieder betreiben den Radsport überwiegend als engagierte Ausdauersportler, im Besonderen Radtourenfahrer, einige auch als Radwanderer, Triathleten, Cross- und Rennfahrer. Etliche Mitglieder sind als Randonneure (Langstreckenfahrer) aktiv. 
Der Verein veranstaltet mehrere Radtourenfahrten (RTF). Neben Straßen- und Crosstraining fand während der Wintermonate in manchen Jahren ein witterungsgeschütztes Training in Form von "Spinning" statt. Ein eigenes Vereinsheim existiert nicht.

## Weblink
- Homepage des Vereins